# 塞康德拉巴德
塞康德拉巴是印度泰伦加纳邦的城市，居該國中部。
1806年，初建為英軍軍營至1948年，現為印度最大的軍營之一。
2011年，市民人口213,698，與海德拉巴為雙子城。
塞城海拔高度543米，受熱帶乾濕季氣候影響，每年平均降雨量812毫米。

## 外部連結

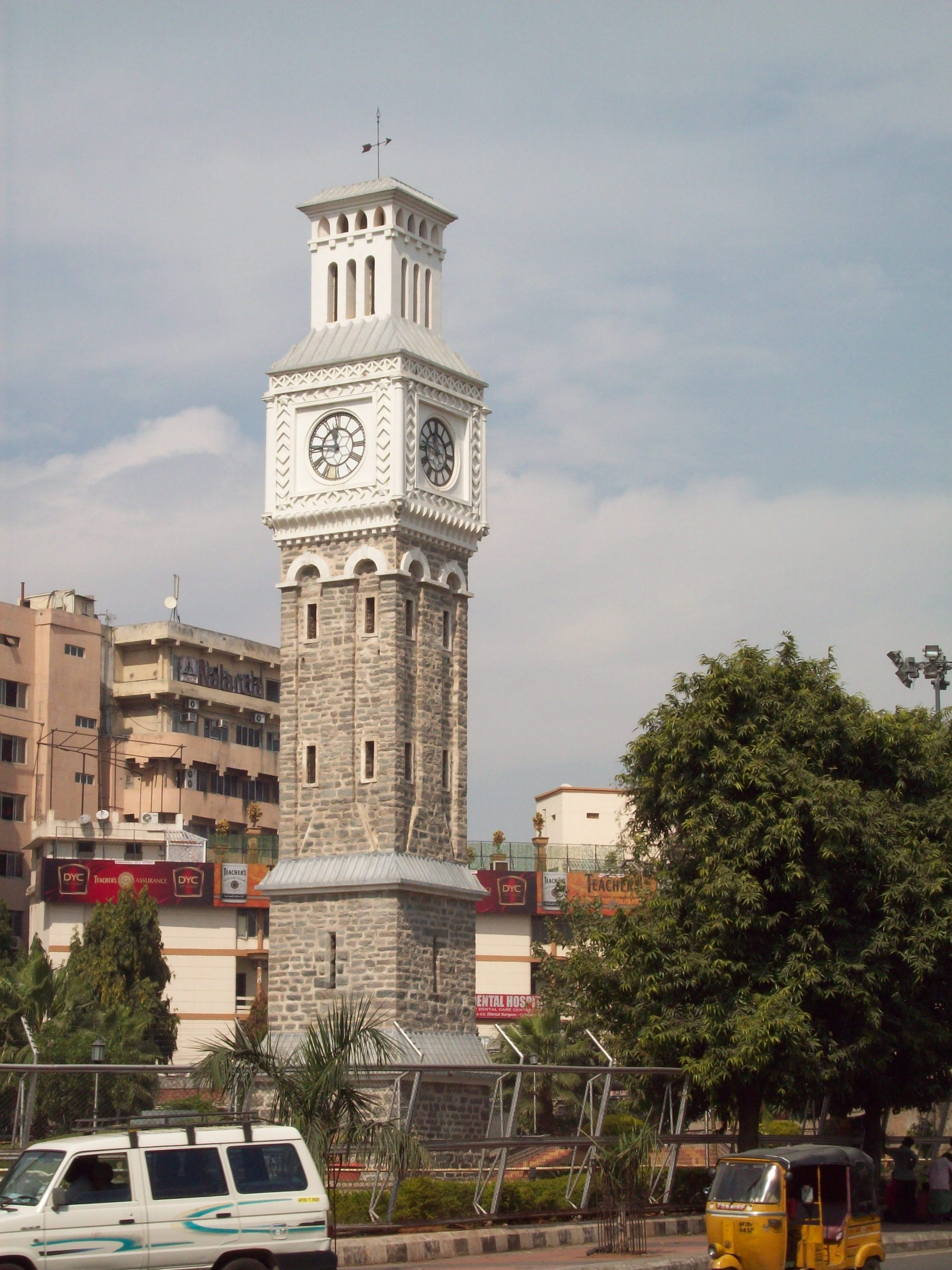

- Secunderabad Community, Secunderabad Community Website
- Hyderabad-india.net, Hyderabad info
- hyderabad.org.uk （页面存档备份，存于）, history of Secunderabad

17°27′N 78°30′E / 17.45°N 78.5°E